# 伯克利 (麻薩諸塞州)
伯克利（英語：Berkeley）是一個位於美國麻薩諸塞州布里斯托縣的鎮。

## 人口
根據2020年美國人口普查的數據，伯克利的面積為45.10平方千米，當中陸地面積為42.80平方千米，而水域面積為2.30平方千米。當地共有人口6764人，而人口密度為每平方千米150人。